# Pholcus excavatus
Pholcus excavatus là một loài nhện trong họ Pholcidae. Loài này được phát hiện ở Congo.